# Русятинка
Русятинка — річка в Україні, у Житомирському районі Житомирської області. Права притока Тетерева (басейн Дніпра).

## Опис
Довжина річки приблизно 7,6 км.

## Розташування
Бере початок на північному сході від Тарасівки. Тече переважно на північний захід і на південно-західній околиці Левківа впадає у річку Тетерів, праву притоку Дніпра.